# Brezje pri Slovenski Bistrici
Brezje pri Slovenski Bistrici – wieś w Słowenii, w gminie Slovenska Bistrica. W 2018 roku liczyła 24 mieszkańców.